# 松蒿属
松蒿属（学名：Phtheirospermum）是列當科下的一个属，为一年生或多年生、有粘质的草本植物。该属共有7种，分布于亚洲东部。